# M8 (автодорога, Венгрия)
M8 — строящаяся трасса Венгрии, которая в итоге должна соединить западную область страны (возле границы с Австрией) с центральной. Участок дороги совпадает с Европейским маршрутом E66: (Грац – Веспрем – Секешфехервар). 

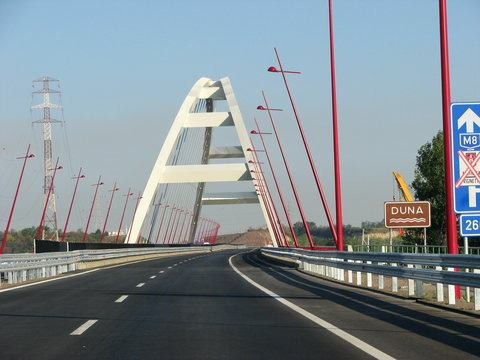
Мост Пентеле

Строительство автомагистрали началось в 2007 году и продлится до 2015. На данный момент построен небольшой участок дороги, включающий в себя the мост Пентеле через Дунай.